# Calliandra longipedicellata
Calliandra longipedicellata là một loài thực vật có hoa trong họ Đậu. Loài này được (McVaugh) MacQueen & H.M. Hernández miêu tả khoa học đầu tiên năm 1997.